# آنتونیو ماکدا
آنتونیو ماکدا (به اسپانیایی: Antonio Maceda) بازیکن فوتبال اهل اسپانیا است که از سال ۱۹۸۱ تا ۱۹۸۶ میلادی عضو تیم ملی فوتبال اسپانیا بوده و در ۳۶ بازی ملی حضور داشته‌است. او در بازی‌های ملی‌اش ۸ گل به ثمر رساند.